# شونکیرشن ریرسدورف
شونکیرشن ریرسدورف (به آلمانی: Schönkirchen-Reyersdorf) یک منطقهٔ مسکونی در اتریش است که در ناحیه گنزرندورف واقع شده‌است. شونکیرشن ریرسدورف ۱٬۸۵۴ نفر جمعیت دارد.